# San Diego Curucupaseo
San Diego Curucupaseo är en ort i Mexiko.   Den ligger i kommunen Madero och delstaten Michoacán de Ocampo, i den södra delen av landet, 210 km väster om huvudstaden Mexico City. San Diego Curucupaseo ligger 961 meter över havet och antalet invånare är 480.
Terrängen runt San Diego Curucupaseo är huvudsakligen kuperad, men söderut är den bergig. San Diego Curucupaseo ligger nere i en dal. Runt San Diego Curucupaseo är det glesbefolkat, med 16 invånare per kvadratkilometer. Närmaste större samhälle är Villa Madero, 20,0 km nordväst om San Diego Curucupaseo. I omgivningarna runt San Diego Curucupaseo växer huvudsakligen savannskog.